# Endel Puusepp
Endel Puusepp o Endel Pusep (in russo Эндель Карлович Пусэп?; chutor Samovolny, Kraj di Krasnojarsk, 1º maggio 1909 – Tallinn, 18 giugno 1996) è stato un militare estone, pilota sovietico che durante la seconda guerra mondiale intraprese con successo oltre 30 missioni contro la Germania nazista.
Gli fu consegnato il premio di Eroe dell'Unione Sovietica per aver fatto volare una delegazione sovietica di alto rango oltre la linea di confine da Mosca a Washington e ritorno, allo scopo di negoziare l'apertura del fronte occidentale.